# Encerclament militar

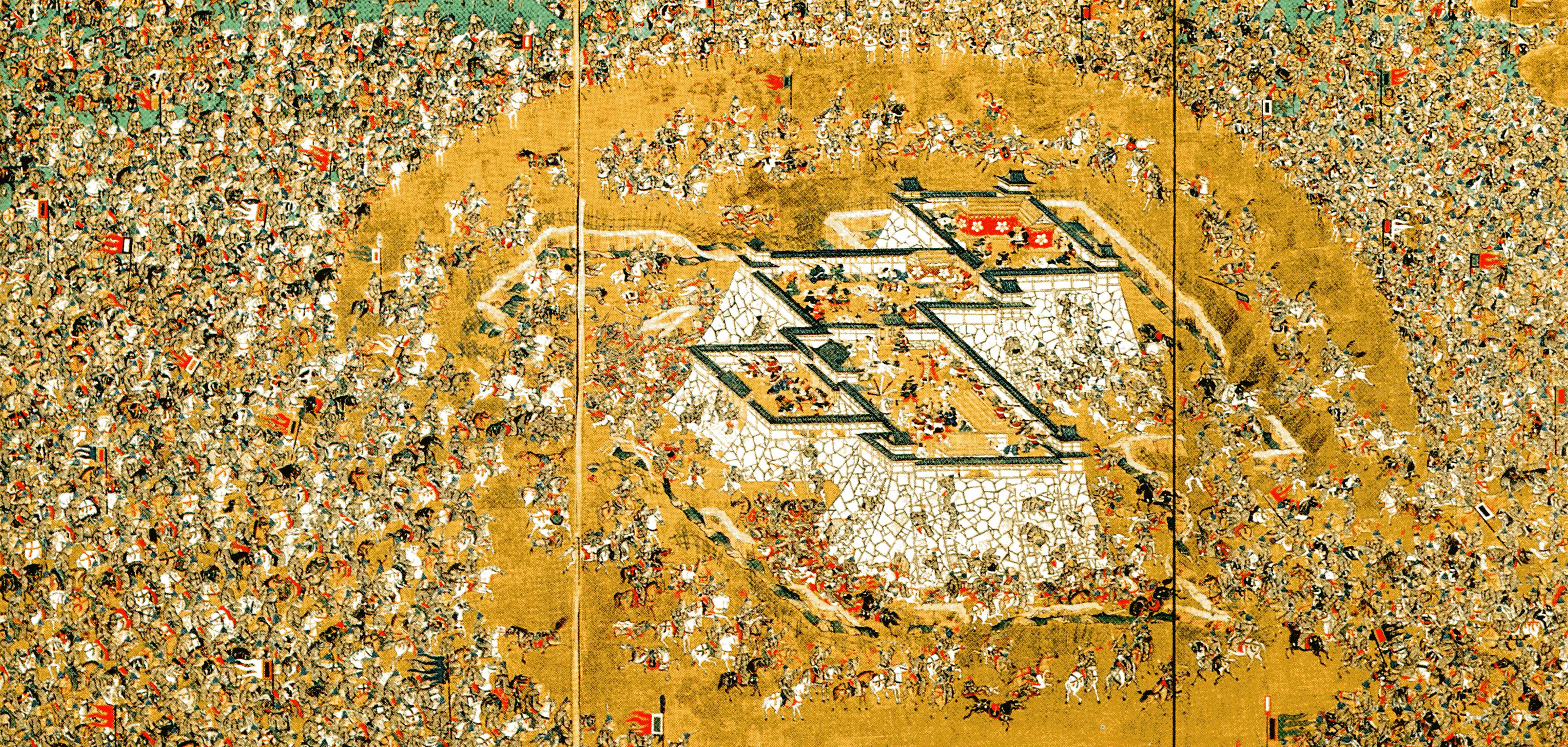
Encerclament durant les Invasions japoneses de Corea

Un encerclament és un terme militar per a la situació en què una força o objectiu està aïllada i envoltada de forces enemigues.
Aquesta situació és altament perillosa per a la força encerclada: a nivell estratègic, perquè no pot rebre subministraments ni reforços, i a nivell tàctic, perquè les unitats de la força poden ser atacades per diverses bandes. Finalment, atès que la força no pot retirar-se, tret que sigui alleujada o pugui esclatar, ha de lluitar fins a la mort o rendir-se. Un encerclament especial és el setge. En aquest cas, les forces encerclades s'envolten en una posició fortificada on hi ha subministraments de llarga durada i fortes defenses que els permeten suportar atacs. Els setges han tingut lloc en gairebé totes les èpoques de la guerra.

## Història
L'encerclament ha estat utilitzat al llarg dels segles per caps militars, inclosos generals com: Alexandre el Gran, Juli Cèsar, Genguis Kan, Khalid bin Waleed, Hannibal, Sun Tzu, Yi Sun Shin, Shaka Zulu, von Wallenstein, Nader Shah, Napoleon, von Moltke, Heinz Guderian, von Rundstedt, von Manstein, Zhukov i Patton.
Sun Tzu i altres pensadors militars suggereixen que un exèrcit no estigui completament encerclat, sinó que se li hagi de donar marge per fugir, o els homes de l'exèrcit "encerclat" aixecaran la moral i lluitaran fins a la mort. És millor que considerin la possibilitat de retirar-se. Un cop l'enemic es retira, poden ser perseguits i capturats o destruïts amb molt menys risc per a les forces perseguidores que un combat fins a la mort. Alguns exemples d'això podrien ser les batalles de Dunkerque, el 1940, i la Falaise Gap el 1944.

## Encerclaments
- Batalla de les Termòpiles (480 aC)
- Batalla de Cannes (216 aC)
- Batalla dels Abas (65 aC)
- Batalla de Walaja (633 dC)
- Batalla de Fraustadt (1706)
- Batalla de Kirkuk (1733)
- Batalla de Kars (1745)
- Batalla de Maymyo (1768)
- Campanya Ulm (1805)
- Batalla d'Ocaña (1809)
- Batalla d'Isandlwana (1879)
- Batalla de Tannenberg (1914)
- Batalla de Magdhaba (1916)
- Batalla de Rafa (1916)
- Primera batalla de Gaza (1917)
- Batalla de Beerxeba (1917)
- Batalla de Megido (1918)
- Batalla de Suomussalmi (1939-1940)
- Batalla de Kíev (1941)
- Batalla de Smolensk (1941)
- Batalla de Białystok – Minsk (1941)
- Battle for Velikiye Luki (1942)[3]
- Batalla de Stalingrad (1942-1943)
- Batalla de la butxaca de Korsun-Cherkassy (1944)[3]
- Butxaca de Kamenets-Podolsky (1944)[3]
- Operació Bagration (1944)
- Setge de Bastogne, Bèlgica (1944)
- Guerra dels Sis Dies (1967)
- Batalla de Khorramshahr (1980)
- Batalla de Mogadiscio (1993)
- Batalla de Misrata (2011)
- Batalla d'Alep (2012-2016)
- Segona batalla de Tikrit (2015)[4]
- Batalla d'Afrin (2018)